# Alice di Sassonia-Coburgo-Gotha
Alice Sassonia-Coburgo-Gotha del Regno Unito (Buckingham Palace, 25 aprile 1843 – Darmstadt, 14 dicembre 1878) è stata una principessa britannica, terzogenita e Seconda figlia della regina Vittoria del Regno Unito e del principe consorte Alberto di Sassonia-Coburgo-Gotha. Fu granduchessa d'Assia e del Reno come consorte di Luigi IV d'Assia.
Un obelisco a suo ricordo sorge fuori della chiesa di San Luigi (Darmstadt).

## Biografia

### Nascita
Alice nacque il 25 aprile 1843 a Londra, a Buckingham Palace. Era la terza figlia, e la seconda femmina, della regina Vittoria, e di suo marito il principe consorte Alberto di Sassonia-Coburgo-Gotha. Venne chiamata Alice in onore del Primo Ministro di Vittoria, Lord Melbourne, che era un ammiratore della regina e una volta aveva commentato che "Alice" era il suo nome femminile preferito. Maud, il nome anglosassone di Matilda, venne scelto in onore di una madrina di Alice, la principessa Sofia Matilda di Gloucester, una bisnipote in linea maschile di re Giorgio II. Mary venne scelto perché Alice era nata lo stesso giorno della sua prozia, la principessa Maria, duchessa di Gloucester.
Alice venne battezzata nella cappella privata di Buckingham Palace da William Howley, arcivescovo di Canterbury, il 3 giugno 1843. I padrini furono il Re di Hannover, (rappresentato dal principe Adolfo, duca di Cambridge; la Principessa Feodora di Hohenlohe-Langeburg, (rappresentata dalla nonna materna, la duchessa di Kent); il principe ereditario di Sassonia-Coburgo-Gotha, (rappresentato dal granduca di Meclemburgo-Strelitz); e la principessa Sofia Matilda di Gloucester.

### Infanzia

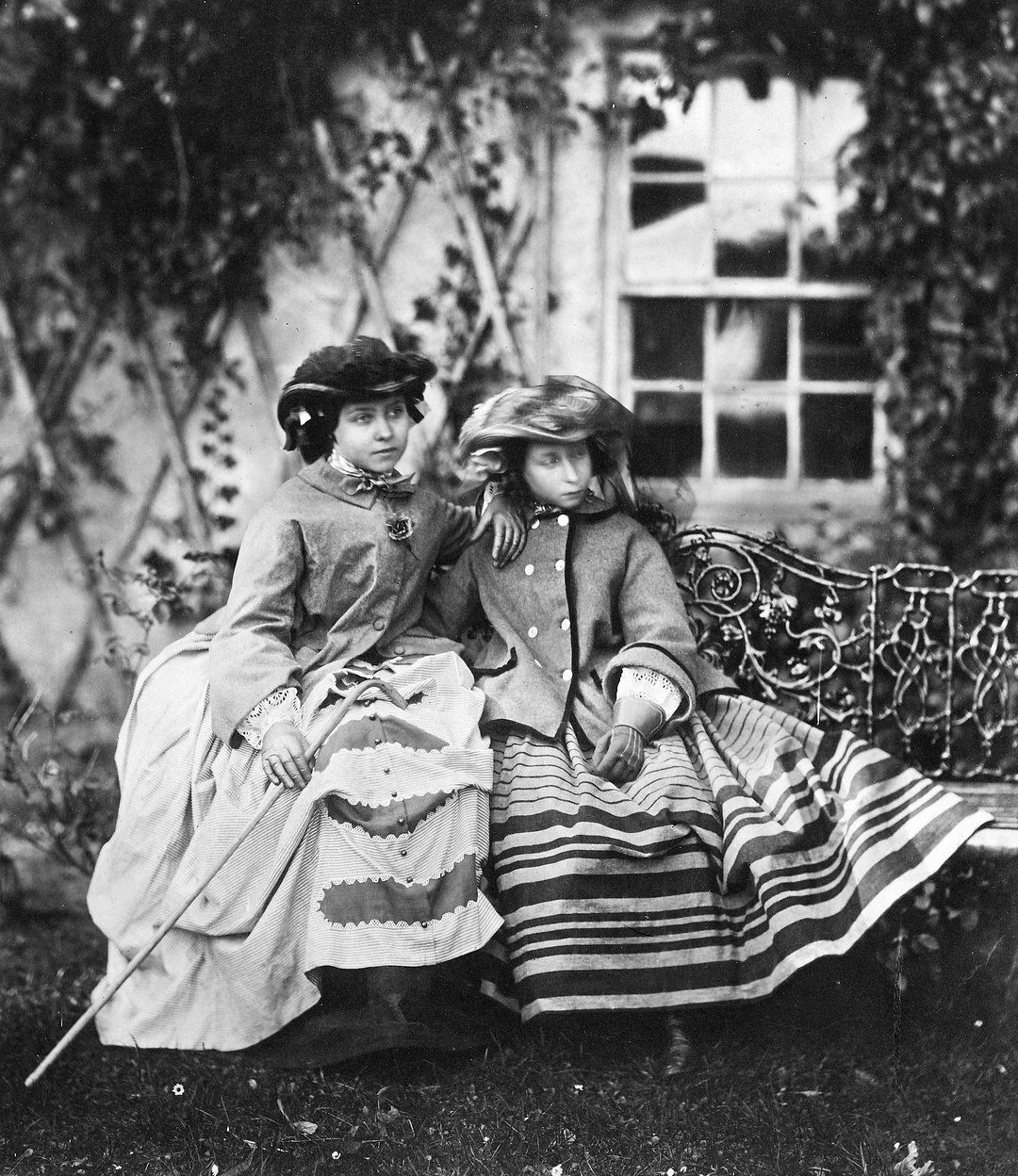
Alice (destra) e sua sorella Vittoria nel 1850.

La nascita di Alice incitò i suoi genitori a trovare una casa più grande per la famiglia. Buckingham Palace non aveva gli appartamenti privati di cui la famiglia di Vittoria, che era in crescita, aveva bisogno, incluse le nurseries adatte. Quindi, nel 1844, Vittoria e Alberto acquistarono Osborne House nell'isola di Wight come casa di vacanza per la famiglia. L'educazione di Alice venne progettata dal padre e da un suo vicino amico, il barone Stockmar. A Osborne, ad Alice e ai suoi fratelli vennero insegnate abilità pratiche come l'economia domestica, la cucina, il giardinaggio e la carpenteria. Vittoria e Alberto favorirono una monarchia basata sui valori della famiglia, e Alice e i suoi fratelli, che indossavano ogni giorno abiti della classe media, dormivano in camere da letto scarsamente arredate e con un piccolo riscaldamento.
Alice era affascinata dal mondo esterno della corte, e a Balmoral, dove sembrava più felice, visitava gli inquilini che vivevano e lavoravano nell'azienda. In una occasione Alice scappò dalla sua governante nella Cappella del Castello di Windsor e sedette in un banco pubblico, così che lei potesse capire meglio le persone che non erano strette aderenti del protocollo reale. Nel 1854, durante la guerra di Crimea, la undicenne Alice girò ospedali di Londra per aiutare i soldati con la madre e la sorella maggiore.
Nella sua infanzia, Alice strinse uno stretto rapporto con suo fratello, il Principe di Galles, e sua sorella maggiore, Vittoria, principessa reale. Alice aveva uno stretto rapporto con la sorella, e rimase sconvolta quando sposò il principe Federico di Prussia, nel 1858. Dopodiché, si avvicinò di più al Principe di Galles, con il quale tenne un legame stretto ed intimo.

### Tragedie familiari
Il 16 marzo 1861 sua nonna, la duchessa di Kent, morì a Frogmore. Alice aveva trascorso molto del suo tempo al fianco di sua nonna, spesso suonando il pianoforte e prendedosi cura di lei durante la fase finale della sua malattia. Dopo la morte della duchessa, la regina Vittoria crollò per il dolore e fece affidamento su Alice, alla quale Alberto aveva dato le istruzioni di «andare a confortare Mama».
Solo pochi mesi dopo, il 14 dicembre 1861, suo padre morì al Castello di Windsor. Durante la sua malattia, Alice rimase al suo capezzale. La regina rimase sconvolta dalla morte del marito, e la corte entrò in un periodo di intenso lutto. Alice divenne segretaria non ufficiale di sua madre e, per i successivi sei mesi, la rappresentava nelle occasioni ufficiali. Alice venne aiutata in questo compito da sua sorella minore, la principessa Luisa.

### Pretendenti
I piani matrimoniali di Alice vennero avviati nel 1859 da sua madre, con il granduca d’Assia e del Reno.La regina aveva espresso il suo desiderio che i suoi figli si sposassero per amore, ma ciò non comprendeva eventuali pretendenti che non facessero parte delle case reali d'Europa.
La Regina incaricò la figlia Vittoria, Principessa Reale, da poco sposata con il futuro imperatore tedesco Federico III, di mandarle un elenco di principi disponibili in Europa. La sua ricerca produsse due soli candidati idonei: Guglielmo, Principe d'Orange e il principe Alberto di Prussia, cugino del marito di Vittoria. Il principe d'Orange fu presto scartato in quanto non mostrò alcun interesse per Alice nonostante le forti pressioni da parte della madre, la regina Sofia dei Paesi Bassi. Tuttavia, egli si recò al Castello di Windsor in modo che la regina Vittoria avrebbe potuto conoscerlo di persona, ma risultò sgradevole ad Alice. Anche il principe Alberto venne respinto. La regina era fortemente anti-cattolica, e scartò il cugino Pietro V di Portogallo a causa della sua religione.
Entrambi i principali candidati ormai scartati, la principessa Vittoria suggerì il principe Luigi di Assia-Darmstadt, un membro di una casa reale tedesca minore, nipote del granduca Luigi III d'Assia. La principessa Vittoria si recò alla corte d'Assia per conoscere la sorella di Luigi, la principessa Anna come una potenziale sposa per suo fratello, il Principe di Galles. Anche se non rimase molto colpita da Anna, Vittoria ne rimase invece molto con Luigi e suo fratello, il principe Enrico. Entrambi vennero invitati al Castello di Windsor nel 1860, apparentemente per partecipare alle gare di Ascot in compagnia della famiglia reale; ma in realtà, la visita era l'occasione per la regina di conoscere il suo potenziale genero. La regina ammirò sia Luigi che Enrico, ma notò come Luigi e Alice andassero d'accordo. Quando arrivò il momento di ritornare in Assia, Luigi chiese una fotografia di Alice, e Alice gli disse che era attratta da lui.

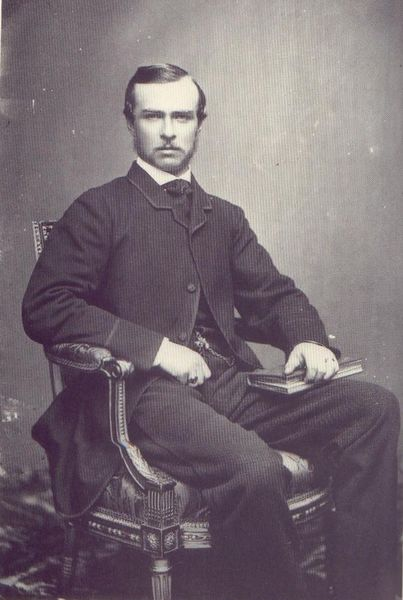
Luigi IV d'Assia nel 1860.

### Matrimonio
Nel 1861 venne formalmente annunciato il fidanzamento tra Alice e Luigi in seguito al consenso della regina. La sovrana riuscì a convincere il Parlamento a votare ad Alice una dote di 33 000 sterline. Anche se la somma fu considerata molto elevata per essere soltanto una dote, il Principe Alberto osservò che "lei non sarebbe stata in grado di fare grandi cose con essa" nel minuscolo Granducato d'Assia, rispetto alle ricchezze che sua sorella Vittoria avrebbe accumulato come futura Regina di Prussia e Imperatrice di Germania. Inoltre, la futura residenza della coppia a Darmstadt era incerta. Sebbene la regina prevedesse che si sarebbe costruito un nuovo palazzo, il popolo di Darmstadt non voleva addossarsi quella pesante spesa, e la polemica causò del risentimento. Ciò significava che Alice era impopolare a Darmstadt prima ancora di essere arrivata.
Tra il fidanzamento e il matrimonio, il padre di Alice, il principe Alberto, morì il 14 dicembre 1861. Nonostante il dolore, la regina ordinò che i preparativi del matrimonio dovevano andare avanti come previsto. Il 1º luglio 1862, Alice e Luigi si sposarono privatamente nella sala da pranzo di Osborne House, che era stata trasformata in una cappella provvisoria. Alice venne accompagnata all'altare dallo zio, il duca Ernesto II di Sassonia-Coburgo-Gotha, e affiancata da quattro damigelle d'onore, tra le quali le sorelle minori: Elena, Luisa e Beatrice, nonché dalla sorella di Luigi, Anna. Per la cerimonia, Alice indossò un abito bianco con un velo di pizzo Honiton, ma venne richiesto di indossare abiti neri a lutto prima e dopo la cerimonia. Durante la cerimonia sia la regina che il principe Giorgio, duca di Cambridge si commossero.
La Regina ha scritto alla figlia maggiore, Vittoria, che la cerimonia era "più un funerale che un matrimonio", e disse a Alfred Lord Tennyson che era "il giorno più triste che si possa ricordare". Gerard Noel descrisse la cerimonia come "la più triste tra i matrimoni reali in tempi moderni" - «era finito intorno alle 16:00 e la coppia partì per la loro luna di miele a St Claire, a Ryde, una casa prestata dalla famiglia Vernon Harcourt. L'entourage di Alice comprendeva Lady Churchill, il generale Seymour e Herr Westerweller».
Portatrice dell'emofilia come sua madre, trasmise il gene difettoso ad un figlio maschio malato e a due figlie femmine portatrici.
La regina Vittoria disapprovava il fatto che la figlia allattasse i figli al seno in quanto considerava tale atto animalesco e quindi non adatto ad un'aristocratica.

### Arrivo a Darmstadt
Alice e Luigi arrivarono a Bingen, il 12 luglio 1862, e vennero accolti da una folla riunitasi a dispetto della pioggia battente. Dopodiché presero un treno per Magonza, prima di prendere un piroscafo lungo il Reno a Gustavsburg. Da lì, presero un treno per Darmstadt, dove vennero accolti con grande entusiasmo. Alice non si adattò immediatamente a Darmstadt.
La questione della residenza divenne un problema dopo il suo arrivo. La coppia andò ad abitare in una casa del centro storico della città, che si affacciava sulla strada. I carri rombanti che passavano potevano essere facilmente sentiti attraverso le pareti sottili della casa. Nel 1863, si recò in Inghilterra per il matrimonio di suo fratello, il Principe di Galles con la principessa Alessandra di Danimarca. Durante il suo soggiorno, Alice diede alla luce la sua prima figlia, alla presenza della regina. Il cappellano della corte di Darmstadt fu chiamato in Inghilterra per il battesimo.
Dopo il ritorno a Darmstadt, Alice e Luigi ricevettero una nuova residenza, Kranichstein, a nord-est di Darmstadt.

### Guerra austro-prussiana
Allo scoppio della Guerra austro-prussiana, l'Assia-Darmstadt si schierò con gli austriaci, rendendo tecnicamente Alice e sua sorella Vittoria nemiche. Al momento della partenza di Luigi per comandare la cavalleria dell'Assia contro i prussiani, Alice mandò le figlie in Inghilterra. Nonostante la sua gravidanza, svolse i suoi compiti occupandosi dell'organizzazione degli ospedali per i feriti. Quando le truppe prussiane erano sul punto di entrare a Darmstadt, Alice pregò suo marito di arrendersi.
Alla fine della guerra, Alice rimase scioccata dal comportamento delle truppe prussiane in Assia; Berlino sequestrò le ferrovie e i sistemi telegrafici, e stimò che l'Assia aveva subito danni per tre milioni di fiorini. Alice scrisse a sua madre, che a sua volta scrisse a Vittoria, che rispose che non c'era nulla che potesse fare per alleviare la "posizione" di Alice. Grazie all'influenza dello zar Alessandro III di Russia, che esortò il re di Prussia, Luigi mantenne il trono, siccome la madre dello zar era anche la zia di Luigi. Tuttavia, Alice fu irritata da una visita della sorella Vittoria nella regione conquistata di Homburg, originariamente parte dell'Assia, che divenne un territorio prussiano.
Allo scoppio della Guerra franco-prussiana, Luigi combatté al fianco dei prussiani. Verso la fine del 1871, Alice si recò a Balmoral in visita alla madre, che si stava riprendendo da due gravi malattie, e Alice ebbe la sensazione che la madre non la volesse lì. Perciò Alice e Luigi si recarono a Sandringham dove si trovava il fratello, il Principe del Galles.

### Ultimi anni
Il 29 maggio 1873, il figlio più giovane e preferito, Federico, chiamato "Frittie", morì dopo essere caduto da 20 metri da una finestra. Il bambino soffriva di emofilia, e anche se riprese conoscenza, l'emorragia interna non poteva essere fermata. Alice non si riprese mai dalla morte di Frittie, scrivendo a sua madre due mesi dopo: ".. Sono contenta di avere una piccola immagine colorata del mio tesoro, mi sento più triste che mai e mi manca così tanto, continuamente". Tuttavia, l'attenzione della regina era più concentrata sul fidanzamento tra il figlio Alfredo e la granduchessa Marija Aleksandrovna di Russia, unica figlia superstite di Alessandro II e della sua prima moglie, l'imperatrice Maria Alexandrovna.
Dopo la morte di Frittie, Alice si attaccò al figlio superstite, Ernesto, e alla sua figlia appena nata Maria. Nel 1875 ha ripreso le sue funzioni pubbliche. Mantenne una corrispondenza attiva con Octavia Hill.

### Granduchessa
Nonostante i problemi coniugali, Alice rimase una forte sostenitrice del marito, molto critico quando le sue capacità o talenti non erano pienamente riconosciuti. Il 20 marzo 1877, il padre di Luigi morì, rendendo Luigi erede apparente. Il 13 giugno dello stesso anno, il granduca Luigi III morì, e Luigi e Alice divennero il Gran Duca e la Gran Duchessa d'Assia. Tuttavia, la sua impopolarità continuò a Darmstadt e siccome la madre non la voleva in Inghilterra, lei e i suoi figli trascorsero alcuni mesi a Cabourg, in Normandia, dove Luigi spesso li andava a visitare.
Al ritorno a Darmstadt di Alice e Luigi, come Gran Duca e Gran Duchessa, vennero accolti con festa che Alice non si aspettava. Nel suo nuovo ruolo, Alice si occupò di riformare le condizioni sociali di Darmstadt.

### Morte
Nel novembre 1878, la famiglia granducale si ammalò di difterite. La figlia di Alice, Vittoria, fu la prima ad ammalarsi, lamentandosi di un torcicollo, la sera del 5 novembre. La difterite venne diagnosticata la mattina seguente, e ben presto la contrassero anche gli altri figli di Alice. Suo marito Luigi divenne infettato poco dopo. Elisabetta era l'unica a non ammalarsi e venne mandata dalla nonna materna.
Maria si ammalò gravemente il 15 novembre, e Alice rimase al suo capezzale. Tuttavia, era troppo tardi; Maria morì poco dopo. Alice era sconvolta. Per diverse settimane, Alice tenne la notizia della morte di Maria segreta ai suoi figli, ma alla fine lo disse a Ernesto all'inizio di dicembre. Mentre sedeva piangendo, Alice baciò il figlio. In un primo momento, però, Alice non si ammalò. Tuttavia, sabato 14 dicembre, anniversario della morte del padre, si ammalò gravemente. Le sue ultime parole furono: "Caro Papà", e cadde priva di sensi alle 02:30 Poco dopo alle 08:30, Alice morì. Fu sepolta il 18 dicembre 1878, presso il Mausoleo Granducale a Rosenhöhe, fuori Darmstadt, con la Union Jack drappeggiata sulla sua bara.
I suoi cinque orfani, di età compresa tra i sei e i quindici anni, furono mandati a Windsor per un paio di mesi. La nonna Vittoria volle infatti prendersi cura di loro e tenersi aggiornata su di loro anche quando tornarono a casa. Avrebbe desiderato far sposare il vedovo Luigi alla figlia Beatrice, ma la legge inglese non lo consentiva. Alla morte di Luigi IV, il figlio Ernesto divenne granduca di Assia e del Reno ma alla fine della prima guerra mondiale nel 1918 fu costretto ad abdicare e il Granducato di Assia e del Reno cessò di esistere. Quando la regina Vittoria morì, le furono messi nella bara i suoi oggetti più cari tra cui una tunica ricamata da Alice.

## Discendenza
Alice e Luigi IV d'Assia ebbero sette figli:
- Vittoria Alberta Elisabetta Matilde Maria (5 aprile 1863-24 settembre 1950), sposò Luigi di Battenberg;
- Elisabetta Alessandra Luisa Alice (1º novembre 1864-18 luglio 1918), sposò Sergej Aleksandrovič Romanov;
- Irene Luisa Maria Anna (11 luglio 1866-11 novembre 1953), sposò suo cugino Enrico di Prussia;
- Ernesto Luigi Carlo Alberto Guglielmo, (25 novembre 1868-9 ottobre 1937), sposò in prime nozze Vittoria Melita di Sassonia-Coburgo-Gotha e in seconde nozze Eleonora di Solms-Hohensolms-Lich;
- Federico Guglielmo Augusto Vittorio Leopoldo Luigi (7 ottobre 1870-29 maggio 1873), morì di emofilia;
- Alice Vittoria Elena Luisa Beatrice (6 giugno 1872-17 luglio 1918), sposò Nicola II di Russia;
- Maria Vittoria Fedora Leopoldina (24 maggio 1874-16 novembre 1878), morì di difterite.

## Ascendenza
|                                       |                             |                                                 | Genitori                                        |  |  | Nonni |  |  | Bisnonni                                        |  |  | Trisnonni                                     |  |
|                                       |                             |                                                 |                                                 |  |  |       |  |  | Francesco Federico di Sassonia-Coburgo-Saalfeld |  |  | Ernesto Federico di Sassonia-Coburgo-Saalfeld |  |
|                                       |                             |                                                 |                                                 |  |  |       |  |  | Francesco Federico di Sassonia-Coburgo-Saalfeld |  |  | Ernesto Federico di Sassonia-Coburgo-Saalfeld |  |
|                                       |                             | Sofia Antonia di Brunswick-Wolfenbüttel         |                                                 |  |  |       |  |  | Francesco Federico di Sassonia-Coburgo-Saalfeld |  |  |                                               |  |
| Ernesto I di Sassonia-Coburgo-Gotha   |                             |                                                 |                                                 |  |  |       |  |  | Francesco Federico di Sassonia-Coburgo-Saalfeld |  |  |                                               |  |
|                                       |                             | Augusta di Reuss-Ebersdorf                      | Enrico XXIV di Reuss-Ebersdorf                  |  |  |       |  |  |                                                 |  |  |                                               |  |
|                                       |                             | Augusta di Reuss-Ebersdorf                      | Enrico XXIV di Reuss-Ebersdorf                  |  |  |       |  |  |                                                 |  |  |                                               |  |
|                                       |                             | Augusta di Reuss-Ebersdorf                      | Carolina Ernestina di Erbach-Schönberg          |  |  |       |  |  |                                                 |  |  |                                               |  |
| Alberto di Sassonia-Coburgo-Gotha     |                             | Augusta di Reuss-Ebersdorf                      |                                                 |  |  |       |  |  |                                                 |  |  |                                               |  |
|                                       |                             | Augusto di Sassonia-Gotha-Altenburg             | Ernesto II di Sassonia-Gotha-Altenburg          |  |  |       |  |  |                                                 |  |  |                                               |  |
|                                       |                             | Augusto di Sassonia-Gotha-Altenburg             | Ernesto II di Sassonia-Gotha-Altenburg          |  |  |       |  |  |                                                 |  |  |                                               |  |
|                                       |                             | Augusto di Sassonia-Gotha-Altenburg             | Carlotta di Sassonia-Meiningen                  |  |  |       |  |  |                                                 |  |  |                                               |  |
| Luisa di Sassonia-Gotha-Altenburg     |                             | Augusto di Sassonia-Gotha-Altenburg             |                                                 |  |  |       |  |  |                                                 |  |  |                                               |  |
|                                       |                             | Luisa Carlotta di Meclemburgo-Schwerin          | Federico Francesco I di Meclemburgo-Schwerin    |  |  |       |  |  |                                                 |  |  |                                               |  |
|                                       |                             | Luisa Carlotta di Meclemburgo-Schwerin          | Federico Francesco I di Meclemburgo-Schwerin    |  |  |       |  |  |                                                 |  |  |                                               |  |
|                                       |                             | Luisa Carlotta di Meclemburgo-Schwerin          | Luisa di Sassonia-Gotha-Altenburg               |  |  |       |  |  |                                                 |  |  |                                               |  |
| Alice di Sassonia-Coburgo-Gotha       |                             | Luisa Carlotta di Meclemburgo-Schwerin          |                                                 |  |  |       |  |  |                                                 |  |  |                                               |  |
|                                       | Giorgio III del Regno Unito | Federico di Hannover                            |                                                 |  |  |       |  |  |                                                 |  |  |                                               |  |
|                                       | Giorgio III del Regno Unito | Federico di Hannover                            |                                                 |  |  |       |  |  |                                                 |  |  |                                               |  |
|                                       | Giorgio III del Regno Unito | Augusta di Sassonia-Gotha-Altenburg             |                                                 |  |  |       |  |  |                                                 |  |  |                                               |  |
| Edoardo Augusto di Hannover           | Giorgio III del Regno Unito |                                                 |                                                 |  |  |       |  |  |                                                 |  |  |                                               |  |
|                                       |                             | Carlotta di Meclemburgo-Strelitz                | Carlo Ludovico Federico di Meclemburgo-Strelitz |  |  |       |  |  |                                                 |  |  |                                               |  |
|                                       |                             | Carlotta di Meclemburgo-Strelitz                | Carlo Ludovico Federico di Meclemburgo-Strelitz |  |  |       |  |  |                                                 |  |  |                                               |  |
|                                       |                             | Carlotta di Meclemburgo-Strelitz                | Elisabetta Albertina di Sassonia-Hildburghausen |  |  |       |  |  |                                                 |  |  |                                               |  |
| Vittoria del Regno Unito              |                             | Carlotta di Meclemburgo-Strelitz                |                                                 |  |  |       |  |  |                                                 |  |  |                                               |  |
|                                       |                             | Francesco Federico di Sassonia-Coburgo-Saalfeld | Ernesto Federico di Sassonia-Coburgo-Saalfeld   |  |  |       |  |  |                                                 |  |  |                                               |  |
|                                       |                             | Francesco Federico di Sassonia-Coburgo-Saalfeld | Ernesto Federico di Sassonia-Coburgo-Saalfeld   |  |  |       |  |  |                                                 |  |  |                                               |  |
|                                       |                             | Francesco Federico di Sassonia-Coburgo-Saalfeld | Sofia Antonia di Brunswick-Wolfenbüttel         |  |  |       |  |  |                                                 |  |  |                                               |  |
| Vittoria di Sassonia-Coburgo-Saalfeld |                             | Francesco Federico di Sassonia-Coburgo-Saalfeld |                                                 |  |  |       |  |  |                                                 |  |  |                                               |  |
|                                       |                             | Augusta di Reuss-Ebersdorf                      | Enrico XXIV di Reuss-Ebersdorf                  |  |  |       |  |  |                                                 |  |  |                                               |  |
|                                       |                             | Augusta di Reuss-Ebersdorf                      | Enrico XXIV di Reuss-Ebersdorf                  |  |  |       |  |  |                                                 |  |  |                                               |  |
|                                       |                             | Augusta di Reuss-Ebersdorf                      | Carolina Ernestina di Erbach-Schönberg          |  |  |       |  |  |                                                 |  |  |                                               |  |
|                                       |                             | Augusta di Reuss-Ebersdorf                      |                                                 |  |  |       |  |  |                                                 |  |  |                                               |  |